# Grånackad piprit
Grånackad piprit (Piprites chloris) är en sydamerikansk tätting som numera vanligen placeras i familjen tyranner.

## Utseende och läte
Pipriter är små manakinliknande fåglar som i själva verket står närmare tyranner (se Systematik nedan). De ger ett storhövdat intryck, med kort näbb och stora mörka ögon. Denna art är olivgrön ovan och gul eller grå under, med grå ögonmask och två tydliga vingband. Sången är en mycket långsam och mjuk ramsa som i engelsk litteratur återges som "whip, pip-pip, piririipip, pipi".

## Utbredning och systematik
Grånackad piprit delas in i sju underarter med följande utbredning:
- Piprites chloris chloris – förekommer från sydöstra Brasilien (Espírito Santo) till östra Paraguay och nordöstra Argentina
- Piprites chloris antioquiae – förekommer i centrala Anderna i Colombia (Antioquia)
- Piprites chloris boliviana – förekommer i tropiska norra Bolivia och sydvästra Amazonområdet (Brasilien)
- Piprites chloris chlorion – förekommer i tropiska sydöstra Venezuela, Guyanaregionen och norra Brasilien
- Piprites chloris grisescens – förekommer i norra Brasilien (östra Pará)
- Piprites chloris perijana – förekommer i Sierra de Perija (östra Colombia) och Anderna i västra Venezuela
- Piprites chloris tschudii – förekommer från tropiska sydöstra Colombia till centrala Peru och nordvästra Brasilien

### Familjetillhörighet
Pipriterna placerades tidigare i familjen manakiner och vissa gör det fortfarande. Genetiska studier visar dock att de är nära släkt med tyrannerna, dock relativt avlägset varför det föreslagits att de bör placeras i en egen familj. Än så länge har dock detta förslag inte implementerats av de större taxonomiska auktoriteterna.

## Levnadssätt
Grånackad piprit hittas i fuktiga skogar, bland annat med Araucaria. Den följer gärna med kringvandrande artblandade flockar.

## Status och hot
Arten har ett stort utbredningsområde, men tros minska i antal, dock inte tillräckligt kraftigt för att den ska betraktas som hotad. Internationella naturvårdsunionen IUCN listar arten som livskraftig (LC).

## Namn
Piprit är en försvenskning av det vetenskapliga släktesnamnet Piprites som betyder "liknande Pipria", ett släkte i familjen manakiner.